# Deutsche Volleyball-Bundesliga 2001/02 (Männer)
Die Saison 2001/02 der Volleyball-Bundesliga war die achtundzwanzigste Ausgabe dieses Wettbewerbs. Der VfB Friedrichshafen wurde zum fünften Mal in Folge Deutscher Meister. Die Neulinge Fellbach und Bottrop mussten wieder absteigen.

## Mannschaften
In dieser Saison spielten folgende zehn Mannschaften in der Bundesliga:
- SCC Berlin
- VC Bottrop 90
- ASV Dachau
- evivo Düren
- SV Fellbach
- VfB Friedrichshafen
- VV Leipzig
- VC Eintracht Mendig
- TSV Unterhaching
- SV Bayer Wuppertal

## Ergebnisse
Nach der Hauptrunde gab es eine Playoff-Runde, um den neuen Meister zu ermitteln.

### Hauptrunde
|     | Verein          | Punkte | Sätze |
| --- | --------------- | ------ | ----- |
| 1.  | Friedrichshafen | 30:6   | 49:16 |
| 2.  | Unterhaching    | 28:8   | 45:25 |
| 3.  | SCC Berlin      | 24:12  | 44:21 |
| 4.  | Wuppertal       | 22:14  | 37:27 |
| 5.  | Düren           | 18:18  | 34:37 |
| 6.  | Dachau          | 16:20  | 32:36 |
| 7.  | Mendig          | 14:22  | 30:39 |
| 8.  | Leipzig         | 14:22  | 29:41 |
| 9.  | Fellbach        | 10:26  | 21:45 |
| 10. | Bottrop         | 4:32   | 14:48 |

### Play-offs
In den Play-offs setzte sich der VfB Friedrichshafen durch.